# Haplocladium
Haplocladium là một chi rêu trong họ Thuidiaceae.